# Charles de Bourbon des Deux-Siciles
Pour les articles homonymes, voir Charles de Bourbon.
Succession
Prétendant au trône des Deux-Siciles
Depuis le 20 mars 2008
(16 ans, 11 mois et 22 jours)
Charles Marie Bernard Gennaro de Bourbon des Deux-Siciles (en italien : Carlo di Borbone delle Due Sicilie), né le 24 février 1963 à Saint-Raphaël, est un prince de la maison de Bourbon des Deux-Siciles et un banquier d'affaires.

## Biographie
Charles de Bourbon des Deux-Siciles grandit à Paris, puis un peu en Angleterre et en Allemagne. Il étudie à l'université Duke aux États-Unis. Il rejoint ensuite brièvement l'armée française. Il travaille ensuite comme banquier d'affaires à New York, avant de devenir un consultant en art. Il détient une galerie d'art à Beyrouth. Il devient ensuite un ambassadeur pour Chopard puis Champagne Moët & Chandon.

## Famille et succession
Le prince Charles porte successivement les titres de duc de Noto (1963-1973), duc de Calabre (1973-2008) et depuis 2008, duc de Castro comme chef de la maison royale des Deux-Siciles et prétendant au trône du royaume des Deux-Siciles, ce qui est contesté par Pierre de Bourbon-Siciles, duc de Calabre, son cousin de la branche espagnole.
Il épouse à Monaco le 31 octobre 1998 Camilla Crociani (née en 1971), avec pour témoins les princes Albert de Monaco et Laurent de Belgique. Ils ont deux filles, portant le prédicat d'altesse royale :
1. la princesse Maria Carolina Chantal Edoarda Beatrice Gennara di Borbone delle Due Sicilie (née le 23 juin 2003 à Rome), titrée duchesse de Palerme en 2014, et duchesse de Calabre en 2016[2].
2. la princesse Maria Chiara Amalia Carola Luisa Carmen di Borbone delle Due Sicilie (née le 1er janvier 2005 à Rome), titrée duchesse de Capri en 2014, et duchesse de Noto en 2017[2].

Le 14 mai 2016, Charles de Bourbon-Siciles décide de modifier les règles de succession en passant d'une règle semi-salique à la règle de primogéniture absolue. À la suite de cette décision, annoncée solennellement en la basilique Saint-Pierre de Rome, sa fille Marie Caroline devient alors l'héritière de la maison royale de Bourbon-Siciles.
Cette décision suscite de la part de Pierre de Bourbon-Siciles, duc de Calabre, une réaction qu'il exprime par un communiqué où il revendique la tête de la maison royale.
Le duc de Castro réplique en exposant les arguments juridiques, généalogiques et dynastiques qui appuient ce qu'il appelle son « rang incontestable », rang allant, pour lui, de pair avec la grande maîtrise des ordres dynastiques, en particulier l'ordre constantinien de Saint-Georges, reconnu en 1963 par l'Italie.

## Titulature, décorations et distinctions

### Titulature
- 24 février 1963 — 13 janvier 1973 :  Son Altesse Royale le prince Charles de Bourbon des Deux-Siciles, duc de Noto
- 13 janvier 1973 — 20 mars 2008 :  Son Altesse Royale le prince Charles de Bourbon des Deux-Siciles, duc de Calabre
- Depuis le 20 mars 2008 :  Son Altesse Royale le prince Charles de Bourbon des Deux-Siciles, duc de Castro

### Décorations officielles
Albanie
| Ordre de Skanderbeg | Chevalier de première classe de l'ordre de Skanderbeg (2 décembre 2013) |

 Antigua-et-Barbuda
| Ordre du Mérite | Chevalier grand croix de l'ordre du Mérite (2 novembre 2014, déchu le 21 juillet 2017) |

 Colombie
| Ordre de San Carlos | Grand croix de l'ordre de San Carlos (7 juillet 2013) |

 Costa Rica
|  | Grand croix avec plaque en argent de l'ordre de Juan Mora Fernández (22 mars 2004) |

 Italie
| Ordre du Mérite de la République italienne | Chevalier grand croix de l'ordre du Mérite de la République italienne (29 juillet 1996) |

 Liban
| Ordre du Mérite | Membre de classe exceptionnelle de l'ordre du Mérite (24 mars 2004) |

 Ordre souverain de Malte
| Ordre souverain militaire et hospitalier de Saint-Jean de Jérusalem, de Rhodes et de Malte | Bailli Grand-croix d'honneur et de dévotion de l'ordre souverain de Malte (4 février 2004) |
| Ordre pro Merito Melitensi                                                                 | Grand croix de classe spéciale de l'ordre pro Merito Melitensi (5 décembre 2013)           |

 Monaco
| Ordre de Grimaldi | Grand officier de l'ordre de Grimaldi (17 novembre 2014) |

 Panama
| Ordre de Vasco Núñez de Balboa | Grand croix de l'ordre de Vasco Núñez de Balboa (15 mars 2004) |

Patriarche d'Antioche
| Ordre patriarcal de la Sainte-Croix de Jérusalem | Grand croix de l'ordre patriarcal de la Sainte-Croix de Jérusalem (1er novembre 2013) |

 Saint-Marin
| Ordre de Sainte-Agathe | [Chevalier grand croix de l'ordre de Sainte-Agathe (16 juillet 2010) |

 Tonga
| Ordre de la Maison royale de Tonga | Grand croix de l'ordre de la Maison royale de Tonga (27 février 2012) |

 Yémen
|  | Membre de première classe de l'ordre de l'Unification (25 mars 2004) |

### Décorations dynastiques
Royaume des Deux-Siciles
| Ordre de Saint-Janvier                                  | Grand maître de l'ordre de Saint-Janvier (20 mars 2008)                                  |
| Ordre sacré et militaire constantinien de Saint-Georges | Grand maître de l'ordre sacré et militaire constantinien de Saint-Georges (20 mars 2008) |
| Ordre de Saint-Ferdinand et du Mérite                   | Grand maître de l'ordre de Saint-Ferdinand et du mérite (20 mars 2008)                   |
| Ordre de Saint-Georges de la Réunion                    | Grand maître de l'ordre de Saint-Georges de la Réunion (20 mars 2008)                    |
| Ordre royal de François Ier                             | Grand maître de l'ordre royal de François Ier (20 mars 2008)                             |

 Royaume d'Italie
| Ordre suprême de la Très Sainte Annonciade | Chevalier de l'ordre suprême de la Très Sainte Annonciade (19 septembre 2019) |
| Ordre des Saints-Maurice-et-Lazare         | Grand croix de l'ordre des Saints-Maurice-et-Lazare (31 octobre 1998)         |

 Royaume du Monténégro
| Ordre du prince Danilo Ier | Grand croix de l'ordre du prince Danilo Ier (20 janvier 2006) |

 Royaume de Portugal
| Ordre de l'Immaculée Conception de Vila Viçosa | Grand croix de l'ordre de l'Immaculée Conception de Vila Viçosa (6 février 2014) |

### Distinctions
- Amiral honoraire de la Marine du Texas (en) (3 mai 1994)
- Citoyen d'honneur de Londres (21 octobre 2011)
- Citoyen d'honneur de Tirana (Albanie) (2 décembre 2013)
- Prix d'honneur (en) (5 novembre 2014)